# Henricus Eolenius
Henricus Eolenius, död efter 1661, var en student som dömdes för häxeri i Sverige.
Henricus Eolenius var son till en borgare och student vid Kungliga Akademien i Åbo. På universitetet arbetade Martin Stodius, professor i grekiska, hebreiska och teologi, som visade intresse för forskning kring magi. Stodius anklagades 1644 för att lära ut trolldom till en student och gjort denne så förvirrad att han blev galen. Stodius hade frikänts vid konsistoriet, men ryktespspridning gjorde att han 1658 slutligen tvingades begära avsked på önskan av biskop Terserus. 
Eolenius hade lärt sig arabiska mycket fort, vilket enligt Johannes Terserus, biskop i Åbo och universitetets vice kansler, ansågs vara ett tecken på en djävulspakt. Eolenius misstänktes för att vara Stodius lärjunge. Konsistoriet dömde honom till döden för trolldom, men generalguvernör Per Brahe den yngre krävde att domen skulle överklagas till Åbo hovrätt, där straffet omvandlades till relegering och uppenbar kyrkoplikt. Han fick dock lämna universitet för att inte genera universitetsledningen. 
Ännu en student, Isac Gunnerus, anklagades för att ha varit en av Stodius lärjungar i trolldom år 1670; han frikändes men relegerades. Konsistoriet vid universitetet hade innan dess, 1665, anklagat änkeprofessorskan Elisabeth Nilsdotter för att ha förgiftat konsistoriemedlemmen biskop Johannes Gezelius fru, men hon frikändes och fick skadestånd. 
I Finland anklagades mest män för trolldom, ofta kloka gubbar som betalades för att utföra sådant, men dessa blev oftast frikända, särskilt före 1650. En verklig häxhysteri utbröt under påverkan från övriga Sverige i Österbotten 1674-1678, där 20 kvinnor och två män avrättades.

## Eftermäle
Historien om Henricus Eolenius har i modern tid blivit föremål för en opera med musik av Ulf Långbacka: Henrik och häxhammaren. Operan hade urpremiär i Åbo i samband med att staden 2011 var kulturhuvudstad. Uppsättningen framfördes av Åbolands Kammarkör i samarbete med Åbo Svenska Teater.